# NGC 4285
NGC 4285 is een spiraalvormig sterrenstelsel in het sterrenbeeld Maagd. Het hemelobject werd op 6 mei 1886 ontdekt door de Amerikaanse astronoom Lewis A. Swift.

## Synoniemen
- MCG -2-32-4
- PGC 39842